# Gelasma flagellaria
Gelasma flagellaria är en fjärilsart som beskrevs av Gustave Arthur Poujade 1895. Gelasma flagellaria ingår i släktet Gelasma och familjen mätare. Inga underarter finns listade i Catalogue of Life.